# Kapf bei Trochtelfingen
Das Naturschutzgebiet Kapf bei Trochtelfingen liegt auf dem Gebiet der Stadt Bopfingen im Ostalbkreis in Baden-Württemberg. Das Gebiet erstreckt sich südlich der Kernstadt von Trochtelfingen. Nördlich fließt die Eger und verläuft die B 29, am östlichen Rand verläuft die Kreisstraße K 3315 und am südlichen Rand die K 3316. Der Röhrbach, ein rechter Zufluss der Eger, fließt südlich des Gebietes. 

## Bedeutung
Das 61,1 ha große Gebiet steht seit dem 5. November 1996 unter der Kenn-Nummer 1.221 unter Naturschutz. Es handelt sich um einen für die Kraterrandzone des Rieses regionaltypischen, artenreichen Lebensraumkomplex aus Kalkbuchenwald, trockenwarmen Säumen, Heideflächen und scherbigen Kalkäckern mit einer Vielzahl teilweise sehr seltener Pflanzen- und Tierarten.